# Мшец
Мшец (чеш. Mšec) је насељено мјесто са административним статусом варошице (чеш. městys) у округу Раковњик, у Средњочешком крају, Чешка Република.

## Становништво
Према подацима о броју становника из 2014. године насеље је имало 890 становника.